# Hao Haidong
Hao Haidong (Qingdao, 25 de agosto de 1970) é um ex-futebolista profissional chinês. 

## Carreira
Hao iniciou a carreira no Bayi FC, onde jogou entre 1986 e 1997, com 48 partidas e 19 gols marcados. No Dalian Shide, pelo qual atuou entre 1997 e 2005, viveu sua melhor fase ao marcar 78 gols em 130 jogos, além de conquistar 9 títulos. Seu desempenho o fez tornar-se conhecido como "Alan Shearer chinês", numa alusão ao lendário atacante do Newcastle United e da Seleção Inglesa.
Em janeiro de 2005, aos 34 anos e no final da carreira, Hao manifestou interesse em jogar num clube fora de seu país, e o Dalian Shide o liberou de seu contrato, numa forma de gratidão pelos serviços prestados ao clube. O Sheffield United, que na época disputava a Segunda Divisão inglesa, fez uma proposta simbólica, de apenas 1 libra, e contratou o atacante que, no entanto, foi prejudicado por lesões.
Seu único jogo pelos Blades foi na Copa da Inglaterra, em janeiro de 2006, contra o Colchester United. Percebendo que não teria outras oportunidades, optou em deixar os gramados.

## Seleção Chinesa
Com 41 gols em 107 partidas disputadas entre 1992 e 2004, Hao Haidong é o maior artilheiro da história da Seleção Chinesa. Participou da Copa de 2002, e, embora fosse o principal nome da equipe, não evitou a eliminação na fase de grupos e não balançou as redes em nenhum jogo.